# Nagroda Grammy w kategorii Best Jazz Fusion Performance
Nagroda Grammy w kategorii Best Jazz Fusion Performance była przyznawana od 1980 do 1991 roku. Między 1980 a 1988 rokiem kategoria nagrody Grammy nazywała się Best Jazz Fusion Performance, Vocal or Instrumental.
Nagroda przyznawana jest za nagrania/prace zarejestrowane w roku poprzedzającym daną nominację.

## Lata 90. XX wieku.
- Nagroda Grammy w 1991
  - Quincy Jones za album Birdland
- Nagroda Grammy w 1990
  - Pat Metheny Group za album Letter from Home

## Lata 80. XX wieku.
- Nagroda Grammy w 1989
  - Yellowjackets za album Politics
- Nagroda Grammy w 1988
  - Pat Metheny Group za album Still Life (Talking)
- Nagroda Grammy w 1987
  - Bob James & David Sanborn za album Double Vision
- Nagroda Grammy w 1986
  - David Sanborn za album Straight To The Heart
- Nagroda Grammy w 1985
  - Pat Metheny Group za album First Circle
- Nagroda Grammy w 1984
  - Pat Metheny Group za album Travels
- Nagroda Grammy w 1983
  - Pat Metheny za album Offramp
- Nagroda Grammy w 1982
  - Grover Washington Jr. za album Winelight
- Nagroda Grammy w 1981
  - The Manhattan Transfer za album Birdland
- Nagroda Grammy w 1980
  - Weather Report za album 8:30